# Либетра

Карта жизни Орфея

Либетра или Либефра (др.-греч. Λείβηθρα или Λίβηθρα) — город в древней Македонии, расположенный у подножия горы Олимп неподалеку от современного поселения Скотина. Здесь археологами были обнаружены гробницы позднего бронзового века (XIII-XII веков до н. э.), в которых хранились богатые погребальные объекты. Либетра играла значительную роль в истории Пиерии.
Часть источников древнегреческой мифологии говорят о том, что в Либетре родился, а позже был похоронен музами Орфей , или, возможно, он проживал в этом городе в течение какого-то времени. Позднее его гробница была уничтожена разливом реки Сис. Здесь также осуществлялся культ либетрийских нимф. Останки города Либетра обнаружены археологами неподалеку от горы Олимп, и в настоящее время здесь расположен археологический объект.
Считалось, что в Либетре находится любимое место муз, с которым и связан их эпитет Либетриды (др.-греч. Λιβεθρίδες).
Географ II века н. э. Павсаний пишет:

Я слышал в Ларисе и другой рассказ: на склоне Олимпа, обращенном к Македонии, есть город Либефра, а недалеко от города есть могильный памятник Орфея. Как-то от Диониса во Фракии пришло жителям Либефры предсказание, что, когда солнце увидит кости Орфея, тогда город у либефрийцев будет разрушен свиньею. Они не придали большого значения этому речению бога, считая, что нет такого дикого зверя, столь большого и сильного, чтобы взять их город.
— Павсаний, «Описание Эллады», IX.30.9
Также он пишет о том, что в Либетре Музы собрали части тела Орфея и захоронили их у подножия горы Олимп, а соловьи пели над его могилой. В Либетре осуществлялось культовое поклонение музам, кроме того, находилось много известных источников и памятников, посвященных Орфею.
Когда Александр Великий отправился в поход против персов, кипарисовая статуя Орфея, по словам Плутарха, источала пот.

## Расположение
Либетра находится у восточного подножия горы Олимп в периферийной единице Пиерия Центральной Македонии (Греция). Город расположен примерно в четырёх километрах от побережья и в двух километрах к северу от деревни Скотина. В городе есть акрополь, расположенный на высоте 130 метров, и равнина, которая тянется до побережья. Площадь раскопок занимает около 150 гектар, из них 1,5 гектара относятся к укрепленному акрополю. По сторонам от акрополя находятся реки Грива и Кавуролака, впадающие в реку Зилиана.

## История
Либетра по-гречески означат «канал», подобно аналогичному топониму римской эпохи, Каналия. Данные раскопок подтверждают, что акрополь Либетры был заселен в период с VIII до I века до н. э. Пространство вокруг акрополя также было заселено как минимум начиная с Бронзового века. Около 169 г. до н. э. в период Третьей Македонской войны римляне установили военный лагерь на равнине между македонским Гераклеоном (др.-греч. Ἡράκλειον, в настоящее время малый город Платамон) и Либетрой.
Расположение древней Либетры обнаружил в XIX веке французский археолог Леон Эзе (Léon Heuzey), а в 1914 году его соотечественник Андрэ Плассар (André Plassart) подтвердил местонахождение объекта.
До сих пор точно не установлено, чем было вызвано окончательное разрушение города. Исходя из последних находок предполагается, что произошло землетрясение, за которым, вероятно, последовало наводнение.

## Раскопки
Акрополь Либетры был раскопан лишь в нескольких местах, и большая его часть остается нетронутой. Во время раскопок были обнаружены серебряные монеты, в основном, македонского происхождения, однако были найдены и другие древнегреческие монеты. Кроме того, были извлечены небольшие глиняные сосуды, крупные емкости для хранения, фрагменты металлообработки, а также стрелы и наконечники копий. Также была найдена свинцовая мера веса с надписью ΛΕΙΒΗ (ЛИБЕ).
Укрепленный акрополь был окружен стеной. Северная часть стены была построена из небольших камней, а южная состояла из больших каменных блоков, установленных друг на друга. На западе был обнаружен фундамент башни. Остальные постройки имеют разнообразную форму и стоят в неопределенном порядке на узких улицах. Глубина основания зданий довольно большая, что указывает на многослойную структуру. Верхние стены были построены из кирпича, а крыши были покрыты черепицей. Из-под пола жилищ были извлечены большие керамические сосуды для хранения (пифосы).
Раскопанные участки акрополя временно накрыты с целью защиты в настоящее время. Холм частично защищён от развития оползневых процессов с помощью специально сооруженных металлических каркасов с камнями.
В окрестностях Либетры (в поселках Вулканы, Вакуфика, Лептокарья и Скотина) были обнаружены могилы микенского периода и железного века. В качестве погребальных объектов в них хранилось оружие, орудия труда и глиняные сосуды. Все находки хранятся в Археологическом музее Диона.
На восточной равнине был обнаружен фундамент винодельни. Построенная в IV веке до н. э., винодельня была уничтожен пожаром примерно в начале III века до н. э. Фрагменты почти 2000-литрового глиняного хранилища выставлены в Археологическом музее Салоник.

## Археологический парк
Объект является частью Археологического парка Либетры. Поскольку парк посвящен как горе Олимп, так и Орфею, дорожки в парке выстроены в форме связанного с Орфеем музыкального инструмента, лиры.
Парк разделен на три зоны:

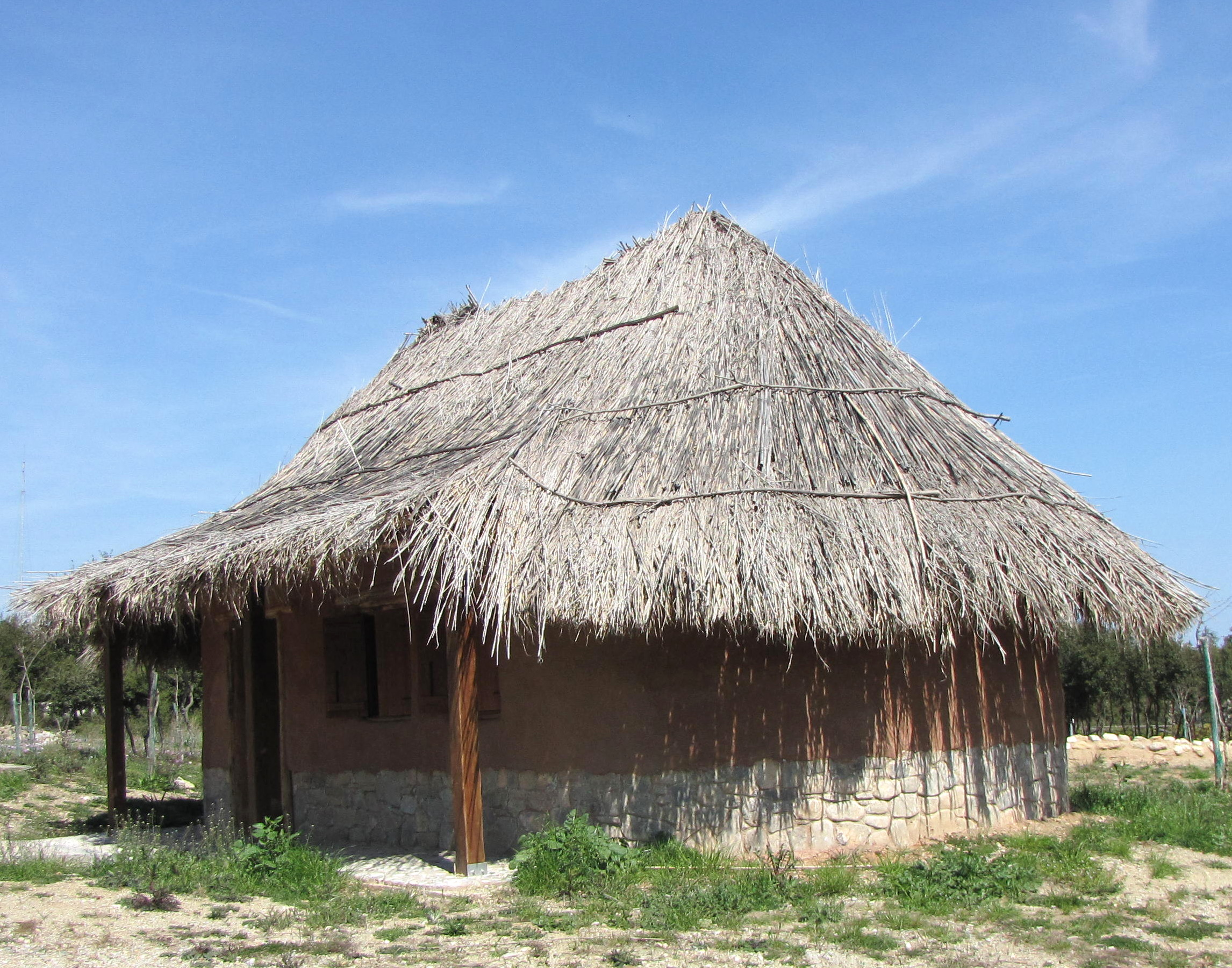
Овальный дом

- Образовательная зона и зона отдыха
- Растения и мифы
- Лес и окружающая среда

Круговой маршрут начинается от фундамента дома, датируемого микенским периодом. Фундамент был обнаружен во время строительства дороги около Платамона.
Далее по маршруту расположен овальный дом, построенный в VIII веке до н. э. При планировке дома за образец был взят дом, раскопанный в Крании, у подножия крепости Платамон. Основание дома составлено из камней и деревянного каркаса. Стены были сделаны из смеси глины и соломы с добавлением козьей шерсти. Крыша была покрыта тростником.
Главное здание парка было смоделировано на основе древней винодельни, фундамент которой был раскопан на равнине Либетры (Komboloi). В здании представлена экспозиция, посвященная развитию региона от эпохи неолита до разрушения города.
В западной части парка в четырех павильонах описывается жизнь и деятельность Орфея и муз; в непосредственной близости к ним расположен небольшой театр под открытым небом, построенный в форме древнего амфитеатра. Лестница за театром ведет на расположенный напротив археологический объект.
Вдоль дорожек в парке высажены растения, которые связаны с греческой мифологией и роль которых описана на информационных стендах. В юго-западной части находится небольшая лесная тропа.

### Культурные события
Археологический парк Либетры является одной из площадок проведения фестиваля «Олимп». Внутри и снаружи основного здания проводятся выставки местных художников и клубов. Помимо классических трагедий и комедий, в театре проводятся также концерты и другие спектакли.

## Мифология
Помимо поэта и музыканта Орфея, место связано и с музами.
Музы жили около источников и были связаны с литературой, наукой и искусствами. По словам Гесиода, они радовали Зевса своим пением. Они смотрели в прошлое, настоящее и будущее.
Орфей, сын музы Каллиопы и фракийского речного бога Эагра, родился в пещере, расположенной между городами Пимплея (около Литохоро) и Либетра. Он был убит разгневанными женщинами и затем захоронен в Либетре. Согласно легенде, которую пересказывает Павсаний, город должен был быть уничтожен дикой свиньёй, как только солнце увидит кости Орфея. Беспечные пастухи разбили урну, стоявшую на могиле Орфея, и солнце увидало останки Орфея. После чего река Сис (дикая свинья на латыни Sus scrofa) поднялась, и наводнение разрушило город.

## Дополнительные материалы
- Genealogical Guide to Greek Mythology (Studies in Mediterranean Archaeology, Vol 107) (Hardcover) by Carlos Parada

## Внешние ссылки
- 27й департамент греческих древностей (греч.)
- Либетра. Могила Орфея (греч.)
- Археологический парк Либетры (греч. и англ.)
- Павсаний. Описание Эллады. Беотия
- Гесиод. Теогония. I.